# Ben Hancorn
Ben Hancorn (* 24. Mai 1982 in Bristol) ist ein englischer Snookerspieler aus Bristol, der 2020 die 100. Ausgabe der English Amateur Championship gewann. Noch im selben Jahr qualifizierte er sich über die Q School für die Profisaisons 2020/21 und 2021/22.

## Karriere
Hancorn wurde 1982 in Bristol geboren und machte erstmals auf sich aufmerksam, als er während der Saison 2002/03 an zwei Events der WPBSA Open Tour teilnahm und unter anderem nach einem Sieg über Mark Joyce die zweite Qualifikationsrunde der Snookerweltmeisterschaft erreichte und dort gegen Joe Meara verlor. Zudem erreichte er das Viertelfinale des südlichen Qualifikationswettbewerbes der English Amateur Championship. Zwischen 2003 und 2006 nahm Hancorn schließlich an verschiedenen Qualifikationsmöglichkeiten für die Profitour teil, wie zum Beispiel bei der Challenge Tour oder bei der Pontin’s International Open Series. Zudem nahm er erfolglos an zwei Ausgaben des Merseyside Professionals sowie an der Qualifikation für die Snookerweltmeisterschaft 2004 teil, bevor er bei der Qualifikation der Snookerweltmeisterschaft 2005 unter anderem Steve Mifsud und Colm Gilcreest besiegte und erst in der dritten Qualifikationsrunde gegen Mehmet Husnu ausschied. Im Jahr 2006 gelang ihm außerdem der Einzug ins Finale des südlichen Qualifikationswettbewerbes der English Amateur Championship, in dem er mit 4:6 gegen Martin O’Donnell verlor. Bis 2008 folgten weitere Teilnahmen an verschiedenen Amateur- bzw. Qualifikationstouren.
Im selben Jahr qualifizierte sich Hancorn mit einem Sieg über Lee Page im Finale des südlichen Qualifikationswettbewerbes für das Endspiel der English Amateur Championship, was er jedoch mit 7:9 gegen David Grace verlor. Nachdem er im selben Jahr ungeschlagen die Gruppenphase der Amateur-Weltmeisterschaft überstanden, durch einen Sieg über Ben Judge das Achtelfinale erreicht und dort gegen Pankaj Advani verloren hatte, pausierte er für mehrere Jahre vom Snooker.
Ab 2015 nahm er erneut mit einigem Erfolg an verschiedenen Amateurturnieren teil. 2018 gelang ihm der Einzug in die dritte Runde der English Amateur Championship. Im selben Jahr nahm er zudem an den drei Events der Q School teil, wobei eine Teilnahme am Halbfinale seiner Gruppe und eine dortige Niederlage gegen Hammad Miah sein bestes Ergebnis darstellte. Infolgedessen konnte er an der Challenge Tour 2018/19 teilnehmen, bei deren Events er ein Mal das Halbfinale sowie beim sechsten Event das Finale erreichte, dort jedoch mit 0:3 David Grace unterlag. Damit verpasste er mit seinem 14. Platz auf der Gesamtrangliste der Challenge Tour eine Qualifizierung für die Snooker Main Tour. Während er zudem ohne größeren Erfolg erneut an der English Amateur Championship teilnahm, konnte er während der Profi-Saison 2018/19 sowohl am Snooker Shoot-Out als auch an den Indian Open teilnehmen, verlor aber jeweils in der Qualifikation gegen Peter Lines beziehungsweise Michael Georgiou sein Auftaktspiel.
Nachdem er auch im Jahr 2019 an der Q School teilnahm, jedoch sich im Vergleich zum Vorjahr verschlechterte, nahm er während des Jahres 2019 an verschiedenen Amateurevents teil. Im Jahr 2020 gelang ihm unter anderem mit einem Sieg über Simon Bedford der Einzug ins Finale der English Amateur Championship, das er mit 5:3 gegen Rory McLeod für sich entschied. Damit war Hancorn der Gewinner der 100. Ausgabe des Turnieres. Während der Spielzeit nahm Hancorn zudem an der Challenge Tour 2019/20 und an der English Amateur Tour teil und erreichte bei den WSF Open die Runde der letzten 64 und bei der Europameisterschaft das Viertelfinale. Im August nahm er wieder an der Q School teil und besiegte im zweiten Event im Finale Kuldesh Johal mit 4:0 und wurde dadurch im Alter von 38 Jahren Profispieler auf der World Snooker Tour, der neue Name der ehemaligen Snooker Main Tour.
Hancorns Profikarriere zeichnete sich häufig durch frühe Niederlagen aus. In den folgenden zwei Jahren schied er allerdings bei vier Turnieren auch erst in der Runde der letzten 32 aus. Ein großer Erfolg gelang Hancorn bei der WST Pro Series 2021, als er unter anderem gegen Ronnie O’Sullivan und Lü Haotian seine Spiele gewinnen konnte. Obwohl er von der Setzposition her der zweitschlechteste Spieler der Achter-Gruppe war, konnte er am Ende den ersten Platz belegen. In der Halbfinal-Gruppenphase war er aber chancenlos und schied als Achtplatzierter aus. Einen weiteren Achtungserfolg erzielte er ein Jahr später bei den Gibraltar Open 2022, wo er bis ins Viertelfinale kam. Nichtsdestotrotz kam er auf der Weltrangliste nie über Platz 84 hinaus. Mitte 2022 verlor er als 88. seinen Profistatus, da seine Position nicht für eine direkte Qualifikation für die nächste Saison ausreichte. Weil auch Hancorns Teilnahme an der Q School 2022 erfolglos war, wurde er im Sommer 2022 wieder Amateur.

## Erfolge
| Ausgang         | Jahr | Turnier                              | Finalgegner      | Ergebnis |
| --------------- | ---- | ------------------------------------ | ---------------- | -------- |
| Amateurturniere |      |                                      |                  |          |
| Zweiter         | 2006 | English Amateur Championship – South | Martin O’Donnell | 4:6      |
| Sieger          | 2008 | English Amateur Championship – South | Lee Page         | 6:2      |
| Zweiter         | 2008 | English Amateur Championship         | David Grace      | 7:9      |
| Zweiter         | 2018 | Challenge Tour 2018/19 – Event 6     | David Grace      | 0:3      |
| Sieger          | 2020 | English Amateur Championship         | Rory McLeod      | 5:3      |
| Sieger          | 2020 | Q School – Event 2                   | Kuldesh Johal    | 4:0      |